# Mormia egregia
Mormia egregia és una espècie d'insecte dípter pertanyent a la família dels psicòdids.

## Descripció
- Mascle: vèrtex amb els costats arrodonits; ales d'1,55-1,70 de mm longitud, 0,45-0,52 d'amplada i amb les membranes sense un patró definit; edeagus esvelt i amb els costats paral·lels; antenes d'1,11 mm de llargària.
- La femella no ha estat encara descrita.[3]

## Distribució geogràfica
Es troba a Indonèsia: és un endemisme de Papua Occidental (Nova Guinea).